# سیتوگلوبین
سیتوگلوبین (انگلیسی: Cytoglobin) نام یک پروتئین است که در انسان و سایر پستانداران توسط ژن «CYGB» کُد می‌شود.
سیتوگلوبین نوعی گلوبین است که در تمامی بافت‌ها ساخته می‌شود و بویژه در پستانداران دریایی مورد استفادهٔ وسیع است. این پروتئین در سال ۲۰۰۱ میلادی کشف شد و در سال ۲۰۰۲ میلادی با نام «سیتوگلوبین» خوانده شد.
تصور بر آن است که این پروتئین جاندار را در برابر هیپوکسی محافظت می‌کند و کارش حمل اکسیژن از شریان‌ها به مغز است.